# 反EU国民運動
反EU国民運動（はんいーゆーこくみんうんどう、デンマーク語: Folkebevægelsen mod EU、英語: People's Movement against the EU）は欧州連合に反対するデンマークの政治結社。欧州経済共同体（当時）加盟の是非を問う国民投票で、加盟に反対する超党派の団体として1972年に結成され、現在では欧州議会に1名の議員を擁する。政党やNGO、労働組合など特定の組織（但し殆どが地方支部）に属するメンバーのほか、約3,500名に及ぶ個人会員が運動を支えており、個人会員については地方支部（100個所程度）に所属。

## 政策
反EU国民運動の主な目的は、欧州連合の改革や格下げを求める他の欧州懐疑主義団体とは異なり、デンマークの欧州連合脱退と欧州自由貿易連合再加盟にある。運動によると北欧理事会のみならず国際連合や欧州安全保障協力機構、欧州評議会のような組織においてのみ民主主義や持続可能な発展などが可能として。また、リスボン条約に強く反対する立場から、欧州憲法についての是非を問う国民投票実施を呼び掛けている。
超党派の運動を標榜するため政党とは看做しておらず、伝統的な左右の枠組みにも当てはまらないため、国政・地方問わず選挙への出馬は原則として行わない。支持基盤は左派あるいは労組のメンバーが多いものの、ヴェンスタ、デンマーク社会民主党、保守党、緑の党などと、非社会主義系の政党の参加もある。ただ、同じ欧州懐疑主義を掲げていてもデンマーク国民党のような右派政党とは一線を画す。

## 欧州議会
2004年の欧州議会選挙では国内の投票で5.2％を獲得し1名の議員が誕生。直接選挙が導入された1979年以来議席を守り続けている。1994年以降の各選挙では、欧州懐疑主義を標榜する六月リストと選挙協力を行う。現在欧州統一左派・北方緑の左派同盟に参加。また、ヨーロッパEU批判運動同盟（略称:TEAM）にも加盟しており、国民運動からはイェスパー・モーヴィルがコーディネーターを務める。